# Firequake
Firequake è un film per la televisione del 2014 diretto da Geoff P. Browne.

## Trama
Repubblica Ceca, dintorni di Praga. Nikki, la figlia della scienziata Eve Carter, dopo la morte del padre si stabilisce a casa della madre. Nel laboratorio c'è il progetto per un macchinario per l'energia che Declan, uno dei finanziatori, contro il parere degli scienziati ordina di attivare. Accorgendosi della catastrofe naturale che questa attivazione ha provocato, ne dà la colpa a Eve Carter. La dottoressa Eve insieme con sua figlia Nikki fa di tutto per salvare la zona dal cataclisma.